# Małko Szarkowo
Małko Szarkowo (bułg. Малко Шарково) – wieś w południowo-wschodniej Bułgarii, w obwodzie Jamboł, w gminie Bolarowo. Według danych Narodowego Instytutu Statystycznego, 31 grudnia 2011 roku wieś liczyła 195 mieszkańców.